# Anapis monteverde
Anapis monteverde är en spindelart som beskrevs av Norman I. Platnick och Mohammad U. Shadab 1978. Anapis monteverde ingår i släktet Anapis och familjen Anapidae.
Artens utbredningsområde är Costa Rica. Inga underarter finns listade i Catalogue of Life.